# Caroline Anne Southey
Caroline Anne Southey nascuda Caroline Anne Bowles (Lymington (Hampshire, 7 d'octubre de 1786 - 20 de juliol de 1854) fou una escriptora anglesa, la segona esposa de Robert Southey.
Era filla d'un capità de la Companyia Britànica de les Índies Orientals, anomenat Charles Bowles, que la deixà orfe quasi en la infància, dedicant-se a la literatura com a recurs. El 1820, per recomanació de Southey, l'editor Longman publicà al seu poema Ellen Fitzarthur i dos anys més tard The widow's Tale, que no assoliren l'èxit, però que establiren entre Caroline i Southey una assídua correspondència, que anys més tard, acabà en boda. Aquesta unió no fou feliç, ja que Southey quedà paralític als tres mesos, i els fills del primer matrimoni feren la vida de Caroline molt desagradable.
A banda de les obres ja mencionades, escriví: Solitary hours (1826); Chapters on Churchyards (1829); Tales of Factories, i The Birthday (1836). Aquestes obres no resten de mèrit, però Caroline deu principalment la seva fama al paper que desenvolupà en la vida de Southey i a la seva correspondència amb aquest.